# Le Dernier Robin des Bois
Pour plus de détails, voir Fiche technique et Distribution.
Le Dernier Robin des Bois est un film français réalisé par André Berthomieu, sorti en 1953.

## Synopsis
Alors que Ludovic Dubois, jeune moniteur de camp de vacances à Saint-Benoît, amuse les enfants en jouant à Robin des Bois, la nièce du châtelain est séquestrée par son oncle, au château d'à côté. Aidé des enfants et de l'inspecteur des douanes, le dernier des Robin des Bois va libérer la "princesse Isabelle", et finira par l'épouser.

## Fiche technique
- Titre : Le Dernier Robin des Bois
- Réalisation : André Berthomieu, assisté de Raymond Bailly
- Scénario : Gérard Carlier
- Dialogues : Paul Vandenberghe[1]
- Direction artistique :
- Musique originale : Henri Betti
  - Chanson composée par Henri Betti avec des paroles d'André Hornez : Vive Robin des Bois
- Décors : Paul-Louis Boutié[1]
- Photographie : Georges Million
- Son : Pierre-Henri Goumy[1]
- Montage : Monique et Robert Isnardon
- Production : Roger Ribadeau-Dumas
- Société de production : Société Française de Cinématographie
- Distribution : La Société des films Sirius
- Pays :  France
- Format : Noir et blanc - Son : Monophonique - 1,37:1 - 35 mm
- Genre : Comédie
- Durée : 93 minutes
- Date de sortie : France : 10 avril 1953
- Affiches : Fernand François, Pierre Levé (France)

## Distribution
- Roger Nicolas : Ludovic Dubois
- Nicole Maurey : Isabelle Delorme
- Henri Vilbert : l'inspecteur des douanes
- Lucien Nat : Antoine Lévêque
- Charles Bouillaud : Julien
- Luc Andrieux : un complice
- Serge Lecointe
- Paul Faivre : Gustave
- Maurice Dorléac : le capitaine
- Raoul Marco : le principal
- Albert Michel : un gendarme
- Jack Ary